# Hejnał
Le Hejnał () est une mélodie traditionnelle polonaise interprétée par un trompettiste toutes les heures de la tour la plus élevée de la Basilique Sainte-Marie de Cracovie. Il est joué vers les 4 points cardinaux successivement. 

## La légende

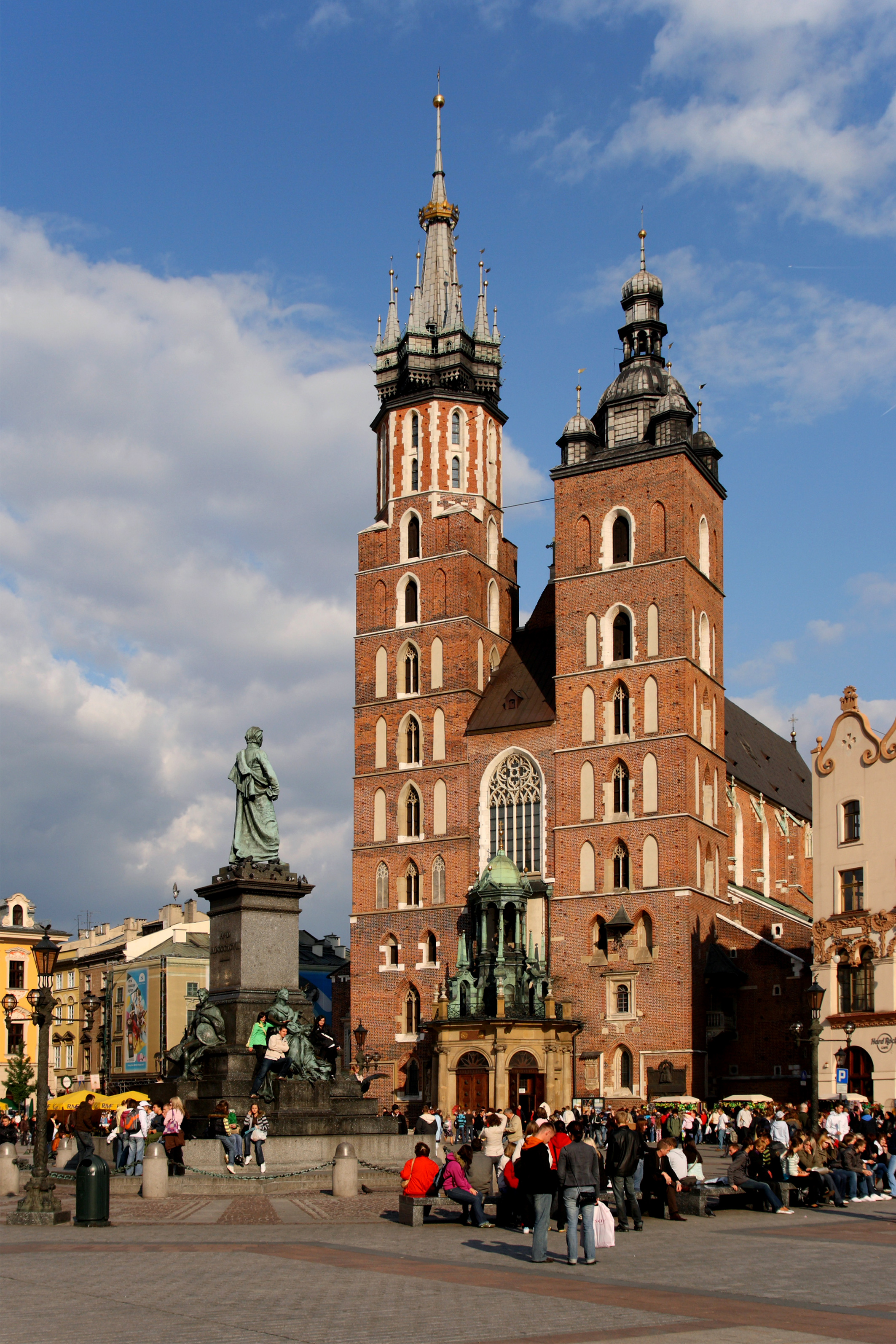
Basilique Sainte-Marie de Cracovie

Selon la légende, le hejnał aurait pour origine l’invasion mongole de 1241. Lorsque le garde, du haut de sa tour, aperçut les Mongols qui s’apprêtent à attaquer Cracovie, il souffle dans son buccin pour donner l’alerte. Une flèche lui transperce la gorge et la sonnerie s’interrompt. Depuis ce jour, un trompettiste monte toutes les heures au sommet de la tour la plus élevée de la basilique Sainte-Marie et rappelle, par le hejnał brutalement interrompu, la flèche qui avait tué le garde en 1241. 
La première version écrite de la légende se trouve dans la préface d’un livre pour enfants (Le trompettiste de Cracovie) écrit en 1928 par Eric Philbrook Kelly. Le brusque arrêt de la sonnerie pourrait rappeler un incident qui s’est produit le 7 juillet 1901, lorsque le sonneur est mort pendant qu’il jouait le hejnał. Un guide touristique de 1926 explique de cette façon l’arrêt brutal de la sonnerie. Il ne mentionne nullement le Tatar ou une flèche. Dans une légende écrite en 1861, Władysław Ludwik Anczyc parle d’un garde au sommet de la basilique Sainte-Marie donnant l’alarme à l’approche des Tatars, mais il ne mentionne ni flèche ni mort du sonneur. Dans son guide de Cracovie (1931), le professeur Karol Estreicher jr. ne fait aucune allusion à cette légende. 
Quelle que soit l’origine de la légende racontée par Eric Philbrook Kelly, elle devient très populaire à Cracovie. La première version en polonais de la légende se trouve dans un guide touristique de 1935. La seconde version en polonais se trouve dans l’ouvrage Le trompettiste de Samarkand, dont l’auteur est Franciszek Ksawery Pruszyński (pl) (étudiant à l’université Jagellonne lorsque Kelly y enseignait). Après la Seconde Guerre mondiale, le rôle de Kelly a été oublié et la légende a pleinement intégré le folklore polonais.

## L’histoire

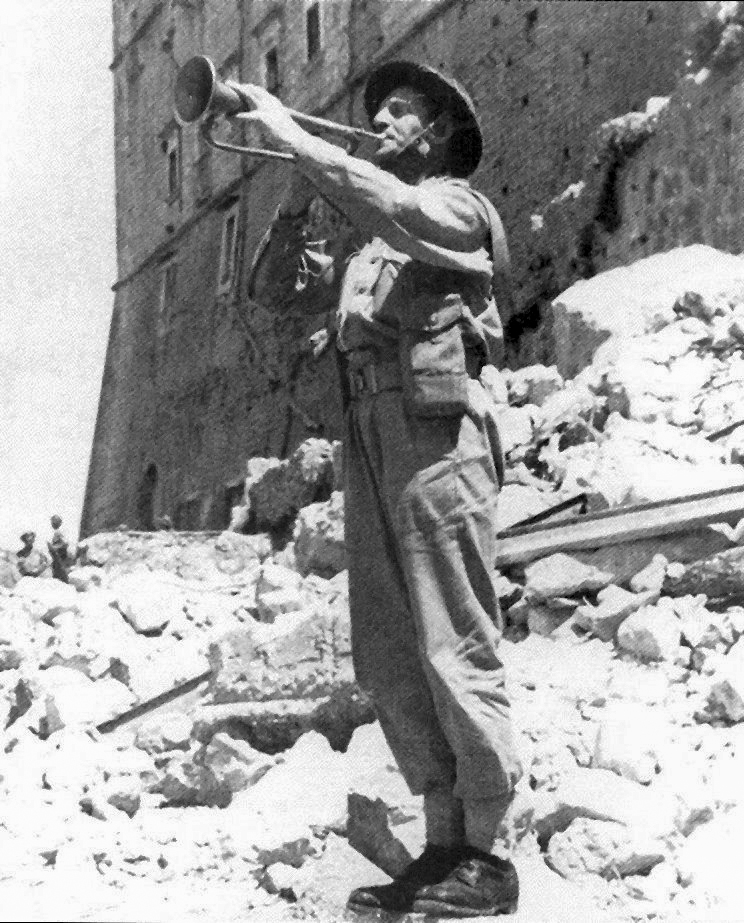
Hejnał joué au pied de l’abbaye du Mont-Cassin, après la victoire polonaise à la bataille du mont Cassin

La véritable origine et l’auteur du hejnał sont inconnus. La première mention historique de cette mélodie date de 1392. Le mot hejnał vient du hongrois hajnal qui signifie « aurore ». Ces deux éléments nous indiquent qu’il est probable que le hejnał trouve son origine sous le règne de Louis Ier de Hongrie (qui a régné sur la Pologne de 1370 à 1382) ou de sa fille Hedwige (qui a régné de 1384 à 1399). À l’époque, dans de nombreuses villes européennes, une sonnerie de clairon annonçait l’ouverture ou la fermeture des portes de la ville, respectivement à l’aurore et au crépuscule. Les quatre directions vers lesquelles se tourne le sonneur aujourd’hui correspondent aux emplacements des quatre anciennes principales portes de Cracovie. Des sources du XVIe siècle mentionnent la présence d’autres sonneurs de clairon sur d’autres tours. Il est possible qu’à l’origine la brusque interruption de la mélodie devait permettre à un autre sonneur situé près de la porte de répondre que la tâche avait été accomplie. Le sonneur donnait également l’alerte en cas d’incendie ou d’autres dangers.
Les archives nous apprennent que le hejnał a été supprimé puis réinstauré à plusieurs reprises au cours de l’histoire. Il a disparu dans la seconde moitié du XVIIe siècle avant de redémarrer en 1810. Traditionnellement, le hejnał était joué deux fois par jour, au lever et au coucher du soleil. Par la suite (depuis le 13 février 1838), il a également été interprété à midi. De nos jours, la sonnerie retentit toutes les heures. Depuis novembre 1927, elle est retransmise par le Premier programme de la Radio Polonaise (Jedynka) à midi. Interdit en 1939 par l'occupant, les Polonais commencèrent à le diffuser à midi et 19 heures à partir du 24 décembre 1941.
Cette mélodie, symbole de Cracovie, est devenue aussi le symbole de la Pologne. Ainsi, lors de la Seconde guerre mondiale, le 18 mai 1944, le hejnał a été joué après la victoire polonaise à la bataille du mont Cassin.

## Varia

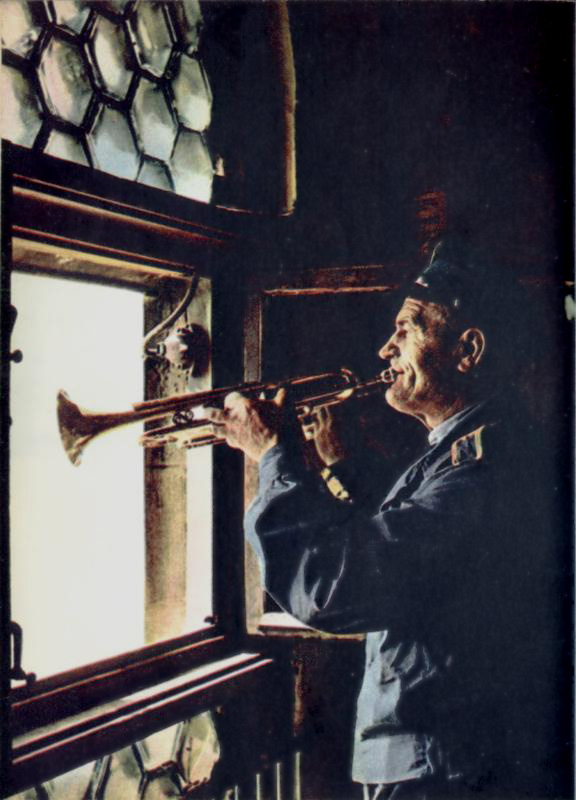
Sonneur interprétant le hejnał

- Le 11 juin 2000, le hejnał est entré dans le Livre Guinness des records après avoir été interprété par environ 2000 trompettistes venus du monde entier.

- À l’origine, le hejnał était sonné par un garde de la ville. Au XIXe siècle, il était interprété par des pompiers qui utilisaient la tour de la basilique Sainte-Marie comme  poste d’observation. Aujourd’hui, sept sonneurs se relaient pour jouer le hejnał.

- Adolf Śmietana est le trompettiste qui a assuré le service le plus longtemps, pendant 36 ans. Il avait débuté en 1926.

- La famille Kołton a interprété le hejnał pendant 3 générations. En octobre 2004, Jan Kołton s’est retiré après 33 ans de service. Son père avait assuré le service pendant 35 ans. La tradition familiale se perpétue aujourd’hui avec le fils de Jan.

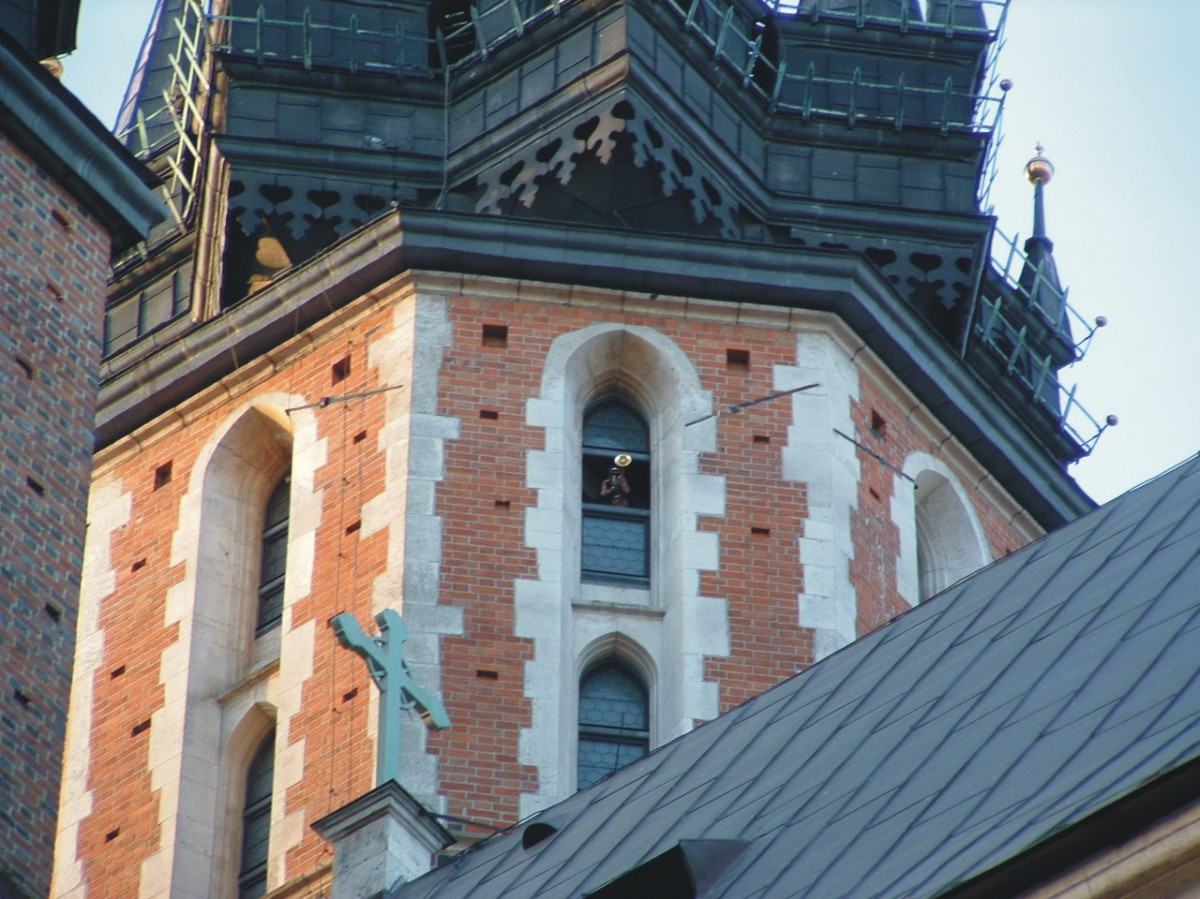
Hejnał joué « pour le roi ».

- Aujourd’hui, le hejnał est interprété dans 4 directions différentes : vers le château royal du Wawel (au sud, pour le roi), vers la tour de l’ancien hôtel de ville (à l’ouest, pour le maire), vers la Barbacane (au nord, pour les invités), vers la petite place du marché (à l’est, pour le quartier-général des pompiers).